# Jacob Andries Jacobs
Jacob Andries Jacobs (Amsterdam, 20 juni 1884 - Breda, 6 mei 1968) was een Nederlandse tekenaar, edelsmid, beeldhouwer, sieraadontwerper en docent.

## Leven en werk
Hij was zoon van Delfshavense smid Jacob Andries Jacobs en Zaankanter Maartje Schuijt. Zijn jeugd bracht hij door in Amsterdam-Oost. Zelf trouwde hij in 1910 als onderwijzer middelbaar onderwijs met Anna Maria Eliza Verbeek, die in 1920 overleed. Jacobs hertrouwde met Maria Frederika van Oosten. In 1940 trok hij met haar naar Heemstede.
Hij was als leraar verbonden aan de Kunstnijverheidsschool Quellinus Amsterdam en aan het Instituut voor Kunstnijverheidsonderwijs in Amsterdam. Hij zou er doorgroeien tot adjunct-directeur. Op 1 september 1949 ging hij met pensioen. Het Parool noemde hem na zijn overlijden "vader van de Nederlandse edelsmeden”.
Jacobs was leraar van:
- Diederik Willem (Dick) Simonis
- Nico Witteman
- Chris Steenbergen
- Ab Wouters
- Archibald Dumbar
- Marinus Zwollo
- Cor Vos
- Bob Anink
- Jean Bernard Hellekamp
- Esther Dorothea Maria Hudig

## Werk in openbare collecties
- Rond zilveren doosje met op de bovenzijde gekleurd email. Omstreeks 1931 - Museum Arnhem[1]
- Bonbonnière vervaardigd uit zilver en ivoor. Omstreeks 1922 - Vereniging Rembrandt[2]
- Ex-librissen voor Vos en Kleef 1922. Moravska Galerie[3]
- Ex-libris voor A Brom Jr 1912. Skara Kommun[4]

## Prijzen
- Prix Exposition internationale des arts décoratifs et industriels modernes Paris - 1925 (Bronzen medaille)[5]

## Secundaire literatuur
- Nederlandsche Ambachts-En Nijverheidskunst. Jaarboek 1921
- Nederlandsche Ambachts-En Nijverheidskunst. Jaarboek 1922
- Nederlandsche Ambachts-En Nijverheidskunst. Jaarboek 1923-1924
- Nederlandsche Ambachts-En Nijverheidskunst. Jaarboek 1927
- Nederlandsche Ambachts-En Nijverheidskunst. Jaarboek 1929
- "Jacobs, Jacob Andries ('Jac A.')" in: Pieter A. Scheen, Lexicon Nederlandse Beeldende Kunstenaars 1750-1950, vol. 1, p. 544
- Bouwkundig Weekblad 1925, vol. 20, p. 282
- Bouwkundig Weekblad 1925, vol. 44, p. 519

- Biografisch Portaal: 51547475
- RKD-Nederlands Instituut voor Kunstgeschiedenis: 41362
- Union List of Artist Names: 500683878